# KK Borik
Maillots
Le Košarkarški Klub Borik, ou KK Borik Puntamika Zadar, est un club croate de basket-ball basé à Zadar.

## Entraîneurs successifs
- Depuis ? : Tihomir Bujan